# Chilaunebas
Chilaunebas – gaun wikas samiti w zachodniej części Nepalu w strefie Gandaki w dystrykcie Syangja. Według nepalskiego spisu powszechnego z 2001 roku liczył on 703 gospodarstw domowych i 3264 mieszkańców (1850 kobiet i 1414 mężczyzn).